# Congreso Nacional de Brasil
El Congreso Nacional de Brasil (Congresso Nacional en portugués) es el órgano encargado de ejercer el poder legislativo a nivel federal en Brasil. Su sede está situada en el Palacio Nereu Ramos en Brasilia, capital de la República Federativa de Brasil.
El Congreso Nacional es bicameral, formado por la Cámara de Diputados (Câmara dos Deputados) con 513 diputados y el Senado (Senado Federal do Brasil) con 81 senadores.

## Atribuciones del Congreso Nacional
Art. 48. Cabe al Congreso Nacional, con la sanción del Presidente de la República, no exigiéndose para lo especificado en los artículos 49, 51 y 52, disponer sobre las materias de competencia de la Unión, especialmente sobre:
- Sistema tributario, recaudación y distribución de rentas.
- Planes plurianuales, directrices presupuestarias, Presupuesto anual, operaciones de crédito, deuda pública y emisiones de circulación obligatoria.
- Fijación y modificación de los efectivos de las FF.AA.
- Planes y programas nacionales, regionales y sectoriales de desarrollo.
- Límites del territorio nacional, espacio aéreo y marítimo y bienes de la Unión.
- Incorporación, subdivisión o desmembramiento de áreas de los Territorios o Estados, oídas las respectivas Asambleas Legislativas.
- Transferencia temporal de la sede del Gobierno Federal.
- Concesión de amnistías.
- Organización administrativa, judicial, del Ministerio Público y de la Defensa de Oficio de la Unión, y de los Territorios y organización judicial del Ministerio Público y de la Defensa de Oficio del Distrito Federal.
- Creación, transformación y extinción de cargos, empleos y funciones públicas.
- Creación, estructuración y atribuciones de los Ministerios y órganos de la Administración Pública.
- Materia de telecomunicaciones y radiodifusión.
- Materia financiera, cambiaría y monetaria, instituciones financieras y sus operaciones.
- Monedas, sus límites de emisión, y montante de la deuda mobiliaria federal.

## Atribuciones exclusivas del Congreso Nacional
Entre sus atribuciones están:
- Resolver definitivamente sobre tratados, acuerdos o actos internacionales que acarreen encargos o compromisos gravosos para el patrimonio nacional.
- Autorizar al Presidente de la República a declarar la guerra, hacer la paz, a permitir que transiten por el territorio nacional fuerzas extranjeras o permanezcan en él temporalmente, salvo los casos previstos en ley complementaria.
- Autorizar al Presidente o al Vicepresidente de la República a ausentarse del país, cuando la ausencia excediese de quince días.
- Aprobar el estado de defensa y la intervención federal, autorizar el estado de sitio, o suspender cualquiera de dichas medidas.
- Suspender los actos normativos del Poder Ejecutivo que excedan del poder reglamentario o de los límites de la delegación legislativa.
- Cambiar temporalmente su sede.
- Fijar en cada legislatura par a la siguiente idéntica remuneración para los diputados federales y los senadores, observando lo que disponen los arts. 150, II; 153, III y 153, 2o., I.
- Fijar para cada ejercicio financiero la remuneración del presidente y del vicepresidente de la República y de los Ministros de Estado, observado lo que disponen los arts. 150, II; 153, III y 153, 2o.
- Juzgar anualmente las cuentas rendidas por el Presidente de la República y apreciar los informes sobre la ejecución de los planes de gobierno.
- Fiscalizar y controlar, directamente, o por cualquiera de sus Cámaras los actos del Poder Ejecutivo, incluidos los de la administración indirecta.
- Velar por la preservación de su competencia legislativa frente a la atribución normativa de los otros Poderes.
- Apreciar los actos de concesión o renovación de concesiones de emisoras de radio y televisión.
- Elegir dos tercios de los miembros del Tribunal de Cuentas de la Unión.
- Aprobar las iniciativas del Poder Ejecutivo referentes a actividades nucleares.
- Autorizar referéndums y convocar plebiscitos.
- Autorizar, en tierras indígenas, la explotación y aprovechamiento de recursos hidráulicos y la búsqueda y extracción de riquezas minerales.
- Aprobar previamente la enajenación o concesión de tierras públicas con superficie superior a dos mil quinientas hectáreas.

## Imágenes

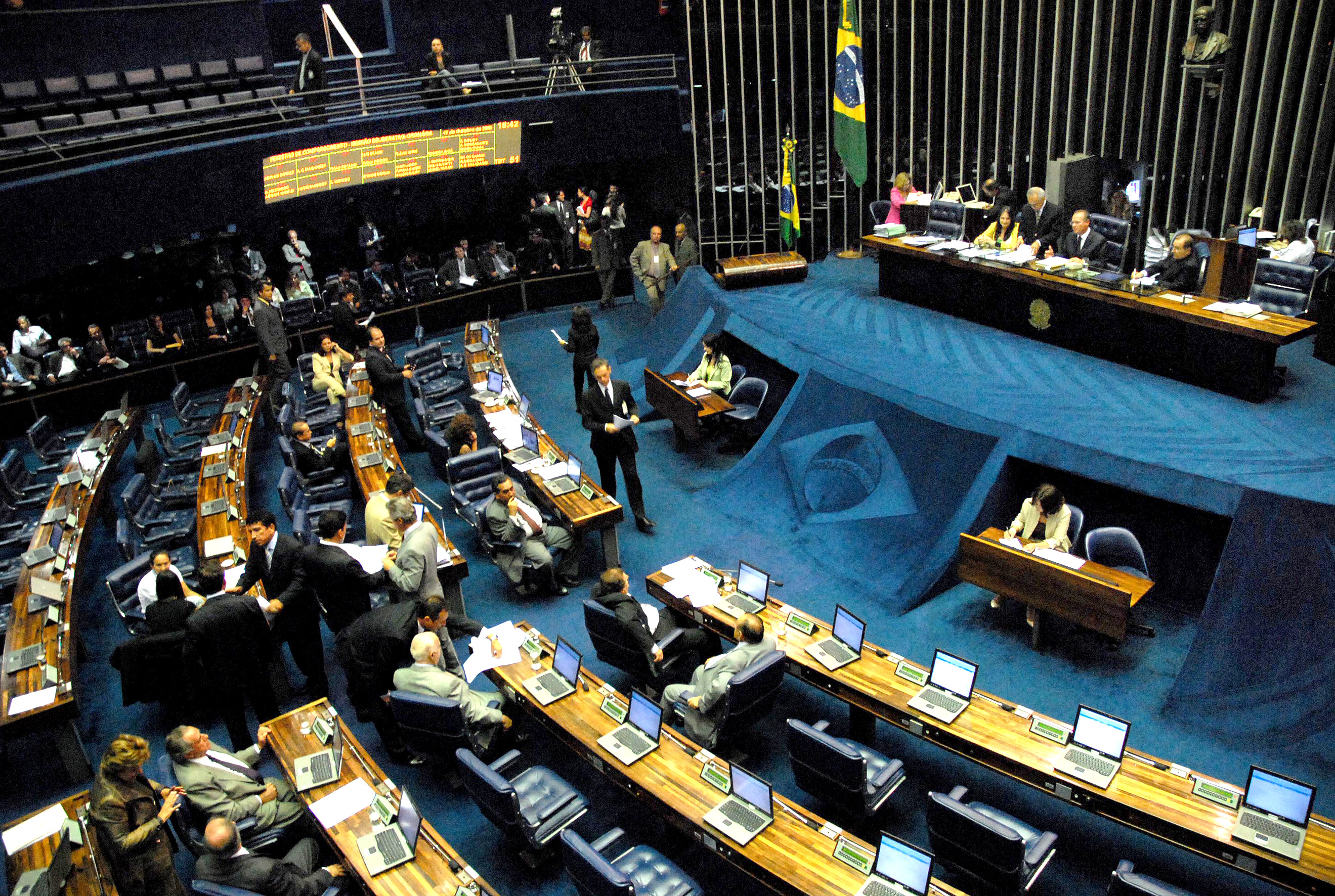
Senado Federal del Brasil.
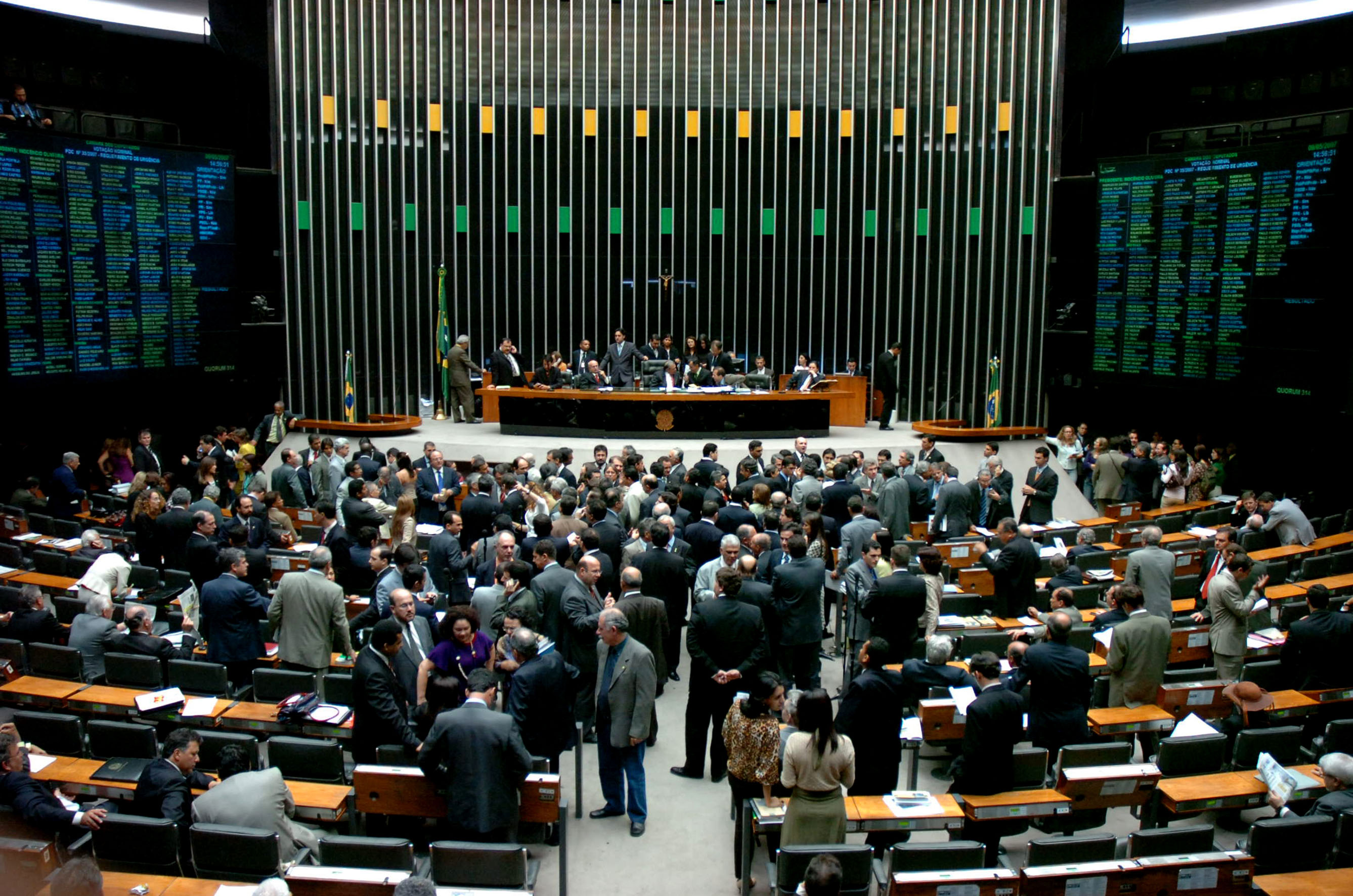
Cámara de diputados.
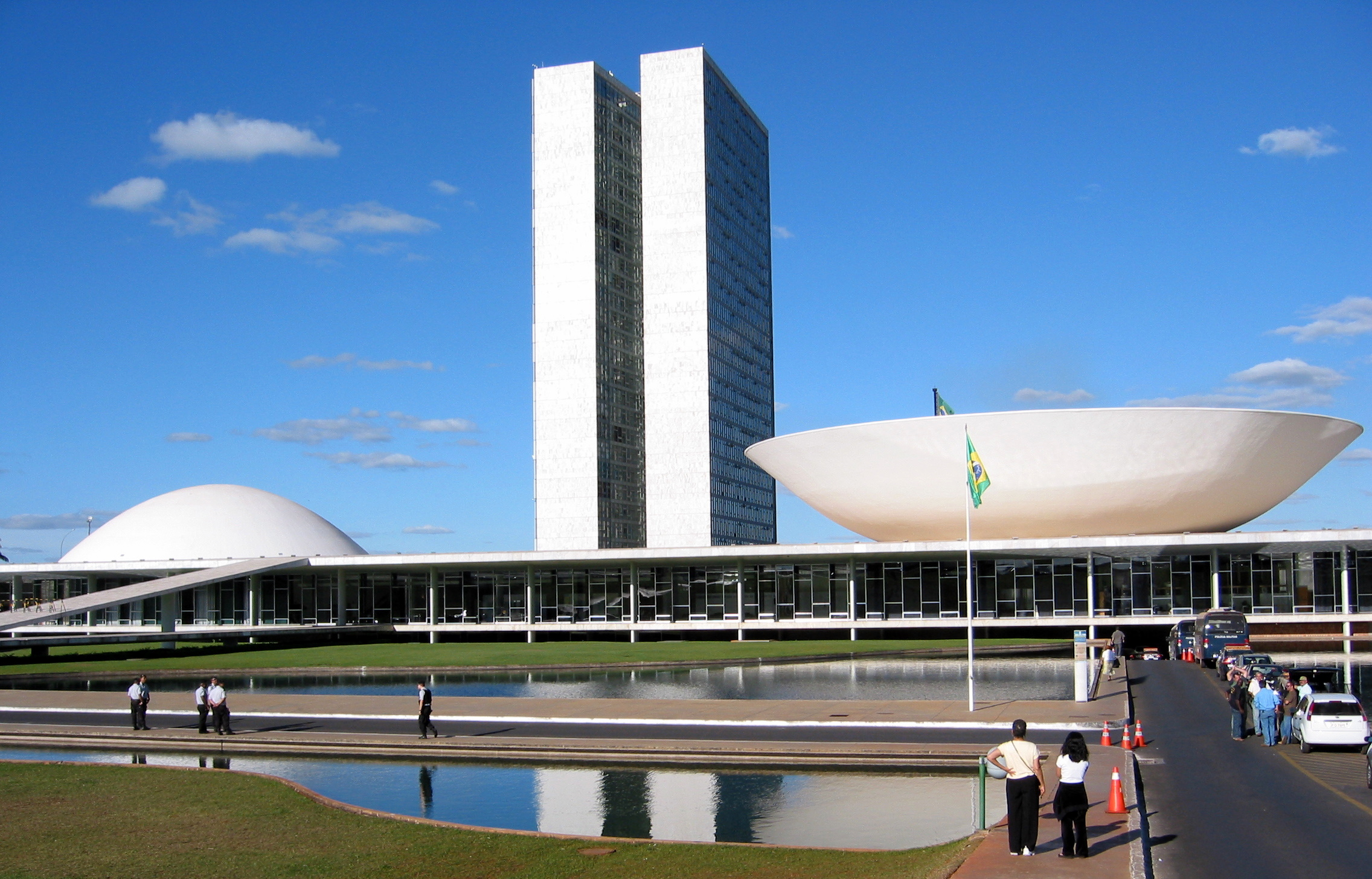
Congreso Nacional.
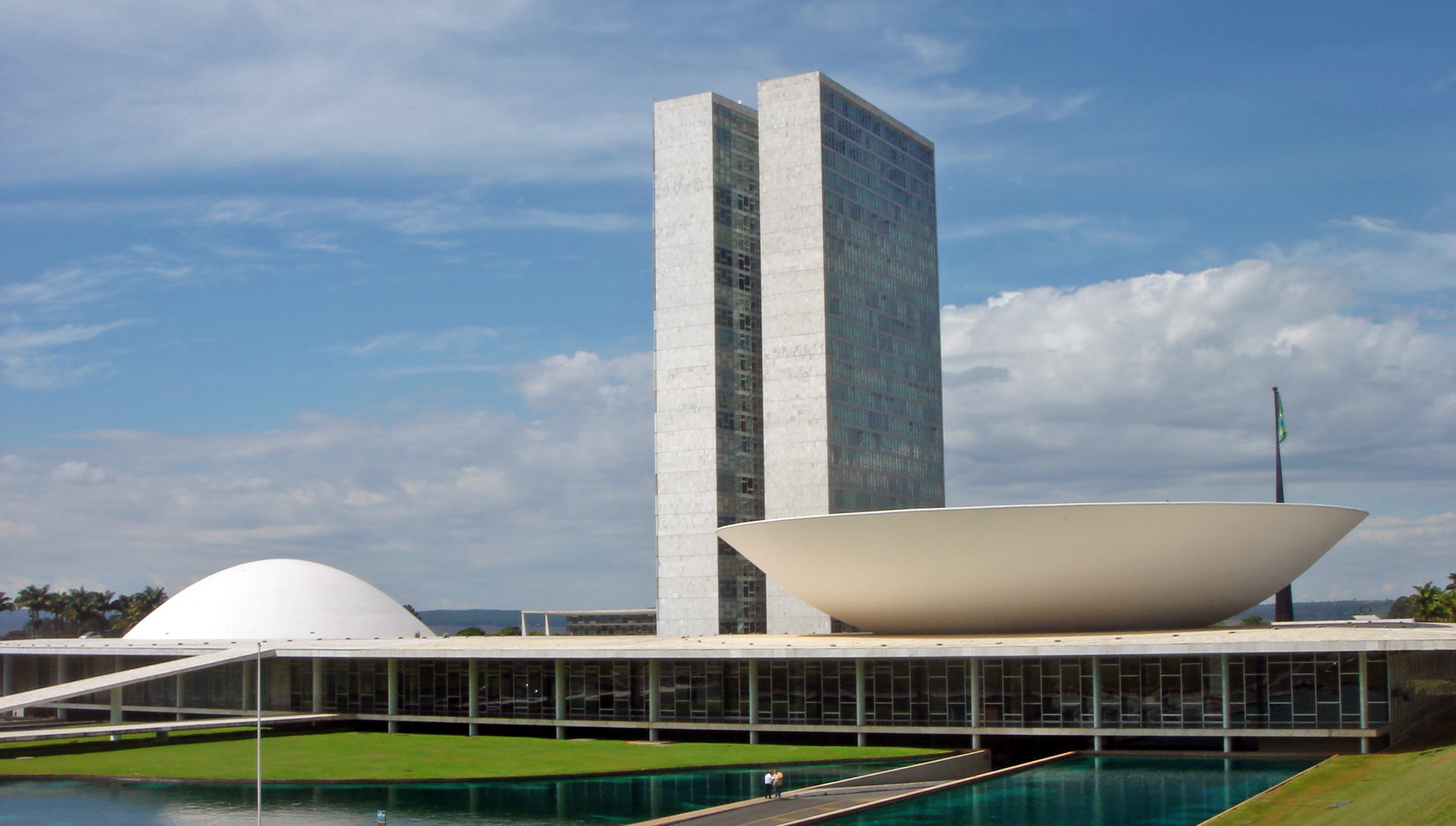
Congreso Nacional.